# 10480 Jennyblue
10480 Jennyblue este un asteroid din centura principală, descoperit pe 15 mai 1982, de Palomar.